# 尾上克郎
尾上 克郎（おのうえ かつろう、1960年6月4日 - ）は、日本の特撮映画・テレビの特撮監督。鹿児島県出身。

## 来歴
鹿児島県いちき串木野市生まれ。学生時代に自主制作映画へ携わったのをきっかけに、テレビ番組の装飾・小道具を手掛ける大晃商会でアルバイトを入る。以後、映画、コンサートを中心に美術、装飾、特殊効果マンとして活躍。1982年の映画『爆裂都市 BURST CITY』で美術スタッフとして映画キャリアをスタートした。
1985年に特撮研究所所属となる。スーパー戦隊シリーズやメタルヒーローシリーズなどで操演技師を務めた後、1994年『ブルースワット』で特撮監督としてデビュー。東映特撮のデジタル化を推進した。その後、同専務取締役となる。
2011年10月27日、「VFX-JAPANキックオフミーティング」ではパネルディスカッションに登壇した。
2013年2月23日、VFX-JAPANアワード 2013の「CM、博展映像部門」優秀賞を受賞。
2017年4月21日、第37回日本SF大賞特別賞を受賞。
2023年3月6日、VFX-JAPANアワード 2023「劇場公開実写映画部門」優秀賞を受賞。同年、芸術選奨文部科学大臣賞受賞。

## 人物
映画監督の緒方明とは佐賀県立佐賀西高等学校時代の同級生で、緒方のデビュー作『東京白菜関K者』（1980）では主役の白菜男を演じた。
特撮研究所では、矢島信男から効率重視の精神を叩き込まれたといい、自身の仕事においても自分がやりたいことに注力するよりもそれを切って作品全体の質を向上させることを重視している。スケジュールは初日をきっちりこなすことでスケジュール通りに進むようになると持論を述べている。周囲からも監督よりプロデューサーの考え方に近いと言われるという。

## 参加作品

### 特撮監督

#### テレビ（特撮監督）
- メタルヒーローシリーズ
  - ブルースワット（1994年 - 1995年）
  - 重甲ビーファイター（1995年 - 1996年）
  - ビーファイターカブト（1996年 - 1997年）
- 黒部の太陽（2009年）
- ウルトラマンZ 第9話・第10話（2020年） - 特技監督

#### 映画（特撮監督）
- 白痴（1999年） - 特撮[1]
- 式日（2000年） - 特殊技術
- アナザヘヴン（2000年） - 特撮
- 劇場版 仮面ライダーアギト PROJECT G4（2001年） - あかつき号特撮 ※佛田洋との共同
- 陰陽師（2001年）[1]
- リターナー（2002年）
- 明日があるさ THE MOVIE（2002年）
- COSMIC RESCUE（2003年）
- 陰陽師II（2003年）
- NIN×NIN 忍者ハットリくん THE MOVIE（2004年）
- 戦国自衛隊1549（2005年）
- バブルへGO!! タイムマシンはドラム式（2007年）
- 西遊記（2007年）
- 私は貝になりたい（2008年）[1]
- のんちゃんのり弁（2009年）
- 死刑台のエレベーター（2010年）
- 太平洋の奇跡 -フォックスと呼ばれた男-（2011年） - 特撮班監督
- のぼうの城（2012年） - 特撮班監督
- 進撃の巨人 ATTACK ON TITAN（2015年）[1][2]
- 進撃の巨人 ATTACK ON TITAN エンド オブ ザ ワールド（2015年）[1]
- シン・ゴジラ（2016年） - B班（特技兼任）監督
- パンク侍、斬られて候（2018年）
- シン・エヴァンゲリオン劇場版（2021年） - 特殊技術 ※特殊技術素材・パネル美術撮影
- 劇場版 ラジエーションハウス（2022年）
- シン・仮面ライダー（2023年） - 特撮班監督
- 新幹線大爆破（2025年） - セカンドユニット監督 ※セカンドユニットは特撮担当

#### CM（特撮監督）
- SUBARU「FORESTER 進撃」（2014年） - 特殊技術[15]

### 別班監督・監督補

#### 映画（別班監督・監督補）
- ガメラ3 邪神〈イリス〉覚醒（1999年） - 特技別働隊（B班）隊長
- CUTIE HONEY キューティーハニー（2003年） - 監督補
- ローレライ（2005年） - 監督補、特撮監督補
- 日本沈没（2006年） - 監督補[1]
- 陽気なギャングが地球を回す（2006年） - 第二班監督
- 隠し砦の三悪人 THE LAST PRINCESS（2008年） - セカンドユニット監督
- 太平洋の奇跡 -フォックスと呼ばれた男-（2011年） - 2nd. Unit 監督
- 巨神兵東京に現わる（2012年） - 監督補[1]
- のぼうの城（2012年） - セカンドユニット監督[1]
- 杉原千畝 スギハラチウネ（2015年） - セカンドユニット監督[1][2]
- シン・ゴジラ（2016年） - 准監督[1][3]
- シン・ウルトラマン（2022年） - 准監督[16]
- シン・仮面ライダー（2023年） - 准監督
- 新幹線大爆破（2025年） - 准監督

### VFXスーパーバイザー

#### 映画（VFXスーパーバイザー）
- 蟬しぐれ（2005年） - 視覚効果
- ガッチャマン（2013年） ※素材撮影
- 劇場版 ウルトラマンタイガ ニュージェネクライマックス（2020年）[17]
- 仕掛人・藤枝梅安（2023年） - VFXシニアスーパーバイザー
- 仕掛人・藤枝梅安2（2023年） - VFXシニアスーパーバイザー
- リボルバー・リリー（2023年） - シニアVFXスーパーバイザー
- 鬼平犯科帳 血闘（2024年） - VFXシニアスーパーバイザー
- 十一人の賊軍（2024年） - シニアVFXスーパーバイザー

#### テレビ（VFXスーパーバイザー）
- 木枯し紋次郎（2009年）
- 救命病棟24時（2009年） - VFXディレクター
- 救命病棟24時〜2010スペシャル〜（2010年） - VFX
- いだてん〜東京オリムピック噺〜（2019年） ※石原渉、佐藤敦紀との共同
- 桶狭間 OKEHAZAMA〜織田信長〜（2021年） - シニアVFXスーパーバイザー
- 新宿野戦病院（2024年） - シニアVFXスーパーバイザー

### その他

#### 映画（その他）
- 爆裂都市 BURST CITY（1982年） - 美術
- テラ戦士ΨBOY（1985年） - 操演
- ドン松五郎の大冒険（1987年） - 操演
- 仮面ライダーJ（1994年） - 操演
- ラブ&ポップ（1998年） - デジタル操演
- あぶない刑事フォーエヴァー THE MOVIE（1998年） - 操演
- ガメラ3 邪神〈イリス〉覚醒（1999年） - 操演
- ゴジラ2000ミレニアム（1999年） - 操演助手
- さくや妖怪伝（2000年） - 技術統括
- ゴジラ×メガギラス G消滅作戦（2000年） - 操演助手
- 劇場版 百獣戦隊ガオレンジャー 火の山、吼える（2001年） - デジタルエフェクト
- 跋扈妖怪伝 牙吉（2004年） - 特撮アドバイザー
- 北の零年（2005年） - VFXプロデューサー
- HINOKIO（2005年） - Special Thanks
- 日本沈没（2006年） - 特殊技術統括[1]
- 20世紀少年 最終章 ぼくらの旗（2009年） - 特撮コーディネーター
- 宇宙兄弟（2012年） - スペシャルエフェクトスーパーバイザー
- 巨神兵東京に現わる（2012年） - 特殊技術統括[1]
- ヱヴァンゲリヲン新劇場版:Q（2012年） - アニメーション・マテリアル
- シン・ゴジラ（2016年） - 特技総括[1][3]、B班特技総括
  - シン・ゴジラ：オルソ（2023年） - 監修（上記のモノクロ版）
- 8日で死んだ怪獣の12日の物語（2020年） - カプセル怪獣けいかく
- シン・エヴァンゲリオン劇場版（2021年） - プリヴィズ制作協力
- シン・ウルトラマン（2022年） - 撮影
- Ribbon（2022年） - 特撮プロデューサー
- シン・仮面ライダー（2023年） - 撮影
- 新幹線大爆破（2025年） - Cカメラ

#### テレビ（その他）
- 兄弟拳バイクロッサー（1985年） - 操演
- おもいっきり探偵団 覇悪怒組（1987年）
- スーパー戦隊シリーズ
  - 光戦隊マスクマン（1987年 - 1988年） - 操演
  - 超獣戦隊ライブマン（1988年 - 1989年） - 操演
  - 高速戦隊ターボレンジャー（1989年 - 1990年） - 操演
  - 地球戦隊ファイブマン（1990年 - 1991年） - 操演
  - 鳥人戦隊ジェットマン（1991年 - 1992年） - 操演
  - 恐竜戦隊ジュウレンジャー（1992年 - 1993年） - 操演
  - 五星戦隊ダイレンジャー（1993年 - 1994年） - 操演
  - 忍者戦隊カクレンジャー（1994年 - 1995年） - 操演
  - 超力戦隊オーレンジャー（1995年 - 1996年） - 操演
  - 激走戦隊カーレンジャー（1996年 - 1997年） - 操演
  - 電磁戦隊メガレンジャー（1997年 - 1998年） - デジタルエフェクト
  - 星獣戦隊ギンガマン（1998年 - 1999年） - デジタルエフェクト
  - 救急戦隊ゴーゴーファイブ（1999年 - 2000年） - デジタルエフェクト
  - 未来戦隊タイムレンジャー（2000年 - 2001年） - デジタルエフェクト
  - 百獣戦隊ガオレンジャー（2001年 - 2002年） - デジタルエフェクト
  - 忍風戦隊ハリケンジャー（2002年 - 2003年） - デジタルエフェクト
- 仮面ライダーシリーズ
  - 仮面ライダーBLACK（1987年 - 1988年） - 操演
  - 仮面ライダーBLACK RX（1988年 - 1989年） - 操演
  - 仮面ライダー龍騎（2002年 - 2003年） - スーパーバイザー（特撮研究所） ※高橋政千との共同
- 坂本龍馬（1989年） - 操演助手
- 陰陽師☆安倍晴明〜王都妖奇譚〜（2002年） - 特撮アドバイザー
- 長髪大怪獣ゲハラ（2009年） - スペシャルサンクス
- 誰かが嘘をついている（2009年） - CG制作
- 新宿野戦病院（2024年）- タイトルロゴデザイン

#### オリジナルビデオ（その他）
- ドラゴンクエスト ファンタジア・ビデオ（1988年） - 特殊効果
- 大予言/復活の巨神（1992年） - 操演 ※鈴木昶との共同
- ウルトラマンVS仮面ライダー（1993年） - ストーリー構成、操演
- 跋扈妖怪伝 牙吉 第二部（2004年） - 特撮アドバイザー

#### 配信（その他）
- 進撃の巨人 ATTACK ON TITAN 反撃の狼煙 第2話（2015年） - 監督